# Kronborg-klass
Kronborg-klass är det danska namnet på den svenska ubåten HMS Näcken som inlånades 2001–2004 av danska marinen. Samtidigt blev Kronborg namnet på en dansk ubåtsklass som motsvarade den svenska Näcken-klass.